# Дунбули (племя)
Дунбули, думбули или дымили (курд. E'şîra Dimilî) — тюркоязычное курдское племя, проживающее с XVI века вокруг Хоя и Салмаса, на северо-западе Ирана. В настоящее время исповедует ислам шиитского толка, но до этого, как сообщается, долгое время были езидами.

## История
Согласно Шарафхану Бидлиси, дунбули были известные как дунбули-е Бохт, поскольку наиболее достоверная теория гласила, что они возникли в Бохтане, область на юго-востоке Турции, между Сииртом и Джизре. Похоже, что некий Иса-бег, чьи наследники назывались Иса-Беги, был первым лидером этого племени. За несколько лет до образования Ак-Коюнлу в 1378 году, Иса-Беги правили округом Сокманабад (современный Зурабад). Один из потомков Иса-Бега, Шейх Ахмад Бег, занял видное положение в правительстве Ак-Коюнлу и взял под контроль как территорию Хаккяри к юго-востоку от озера Ван, так и замок Бей, который удерживался дунбули в течение значительного периода времени. Сефевидский шах Ирана Тахмасп I (правил в 1524—1576 гг.) объединил Сокманабад и Хой в один округ и поручил его внуку шейха Ахмада-бека Хаджи-беку быть в качестве губернатора, которому был присвоен титул хаджи-султана. Хаджи-беку также была поручена охрана границ государства.
Возможно, что некоторые семьи в юго-восточной Анатолии остались, когда дунбули переселились в северо-западный Иран. Шараф-хан Бидлиси и Карстен Нибур (умер в 1815 году) оба упоминали эту группу, причем последний сообщал, что она располагалась к югу от Диярбакыра и что количество ее палаток составляло приблизительно 500. Община курдского племени дунбули — возможно, не из тюркизированных — существовало в Сефевидской провинции Эривань в XVIII веке.
С 1747 по 1802 год правили Тебризским ханством. С 1210 по 1799 год владели и управляли Хойским ханством, позже оно было наследственно передано тюркским племенам.
На данный момент дунбули больше не имеют своей племенной идентичности и ведут оседлый образ жизни.

## Известные представители племени
- Шахбаз-хан Дунбули — хан Хойского ханства (1747—1763)
- Ахмед-хан Дунбули — хан Хойского ханства (1763—1786)
- Наджаф Кули-хан Дунбули — хан Тебризского ханства (1763—1784)
- Худадад-хан Дунбули — хан Тебризского ханства с 1784—1788 гг.
- Наджаф-Кули хан Дунбули II — хан Тебризского ханства с 1788—1797 гг.
- Гусейнгули-хан Дунбули — хан Хойского ханства (1786—1797) и Тебризского ханства с 1797—1798 гг.
- Джафар Кули-хан Дунбули — хан Хойского ханства с 1798—1806 гг.
- Абдур Разаг Мафтун Дунбули (1763—1826) —  персидский писатель и поэт, сын тебризского хана Наджафа Кули-хана Дунбули.

 Семья Хойских:
- Келбали-хан Хойский (сын второго хана Ахмед-хана), генерал-лейтенант Российской имперской армии
- Искендер-хан Хойский (сын Келбали-хана), генерал-лейтенант Российской имперской армии
- Амир Аслан-хан Хойский, работал в МИД АДР, Казахский, затем Кубинский генерал-губернатор. После падения АДР уехал в Турцию
- Гусейн Кули-хан Хойский, помощник Гянджинского губернатора, полковник армии АДР.
- Теймур-хан Хойский, капитан Азербайджанской армии, арестован советами и сослан в Сибирь, выпускник Тифлисского военного училища
- Фатали-хан Хойский, государственный деятель Азербайджана, Премьер-министр АДР, член Закавказского сейма, член 2-й Государственной думы, прокурор Кавказского округа, получил юридическое образование в Московском университете (1901), выпускник гянджинской гимназии, родился 1875 году, убит дашнаками 19.6.1920 в Тифлисе.
- Тамара-ханум Хойская, жена Мирзы Давуд Багир оглу Гусейнова. Тамара Ханум также была арестована в 1938 году.
- Азад-хан Хойский, преподаватель в АСХИ.
- Ибрагим-хан Хойлу, известный деятель азербайджанской диаспоры. Он также потомок Джавад Хана Зиядоглу